# Navacelles
Navacelles là một xã trong vùng Occitanie. Xã Navacelles nằm ở khu vực có độ cao từ 129-337 mét trên mực nước biển.